# Здунов Павло Володимирович
Павло Володимирович Здунов (рос. Павел Владимирович Здунов; 18 червня 1991, м. Кремьонки, СРСР) — російський хокеїст, нападник. Виступає за «Металург» (Магнітогорськ) у Континентальній хокейній лізі. 
Вихованець хокейної школи «Металург» (Магнітогорськ). Виступав за «Металург-2» (Магнітогорськ), «Сталеві Лиси» (Магнітогорськ), «Металург» (Магнітогорськ), «Титан» (Клин). 
Досягнення
- Володар Кубка Харламова (2010).